# Cadderly Bonaduce
Cadderly Bonaduce es un personaje de ficción perteneciente al universo de Dungeons & Dragons y Reinos Olvidados. Es un clérigo de Deneir, además de elegido de esta deidad.

## Historia
Abandonado por su padre, Aballister Bonadouce, en la Biblioteca edificante, edificio consagrado a los dioses Deneir y Oghma en su búsqueda del saber, se hizo rápidamente con una gran reputación, tanto por ser inteligente como por su actitud rebelde, entre los habitantes del edificio. Amigo de Ivan y Pikel Rebolludo, dos enanos dispares (Pikel es uno de los pocos enanos druidas) y compañero (siendo finalmente esposo) de Danica, una monje guerrera, juntos salieron en pos de la lucha contra la maldición del caos que su malvado padre dirigía. Tras liderar las fuerzas combinadas de Caradoon y del bosque de Shilmista, liberó la zona de Copo de nieve del caos. Tras eso construyó "Espíritu elevado" un nuevo edificio que le costó su juventud como pago a su dios. Más tarde y tras ayudar a Drizzt Do'Urden en pos de la destrucción de la piedra malvada Crenshinibon, sin mucho acierto, recuperó su juventud dando su dios por pagada la cuenta. Años más tarde aparecen dos extraños por "Espíritu elevado", Jarlaxle y Artemis Entreri, pidiéndole ayuda para destruir la piedra definitivamente, para lo que necesitarían el aliento de un gran dragón rojo. Durante el combate, apareció la banda de mercenarios de Jarlaxle y un azotamentes (Yharaskrik) que les acompañaba para destruir la piedra. El dragón rojo (Hephaestus) fue engañado para lanzar su aliento de fuego más potente sobre la piedra, que aniquiló al azotamentes junto a la piedra y creó la destrucción de la piedra tal explosión de magia que dejó ciego al gran dragón rojo. Después de conseguir destruirla, Cadderly prohibió a Jarlaxle que volviera a "Espíritu elevado" bajo pena de muerte (ya que como siempre, Jarlaxle tenía intenciones ocultas).
Durante la era de la plaga de conjuros, se abrió una grieta en el tejido de la magia en la cueva del dragón rojo que destruyó Crenshinibon, permitiendo la entrada de la conciencia de dicha piedra, de los 7 liches que la crearon (liberados tras la destrucción de la piedra) y del azotamentes que se destruyó en el mismo momento. Ambas conciencias poseyeron al dragón rojo, formando un Dracolich con tres conciencias, con un único propósito, vengarse. Este dracolich, se denominó a sí mismo Rey fantasma. Con el poder de abrir portales entre el mundo de las sombras y Toril y de levantar a todo ser muerto (pero no a los seres que entraban desde el mundo de las sombras que murieran), empezó a desplegar su venganza. Al mismo tiempo, llegaban a Espíritu Elevado muchos grandes magos y sacerdotes buscando explicación al mundo cambiante. Cadderly, buscando una explicación, realizó una meditación profunda, llegando a ver el tejido de la magia roto y como su dios estaba reparándolo y uniéndose a él. 
Los 3 hijos de Cadderly y Dánica (Rorey, Temberle y Hanaleisa)se fueron a Carandoon, donde fueron testigos de la devastación creada por los muertos vivientes, que según mataban a los vecinos de Carandoon, se levantaban para luchar con los vivos, teniendo que huir a unos túneles cercanos, junto con Pikel Rebolludo, donde se juntarían más adelante con Ivan Rebolludo.
Espíritu Elevado fue atacado por monstruos de las sombras, destruyendo parte de Espíritu Elevado, lo que hizo que Cadderly envejeciera (antes del ataque aparentaba tener unos 20 años), ya que estaba ligado a la edificación. En esta era de la plaga de conjuros, los magos ni los sacerdotes conseguían lanzarlos, pero Cadderly sin saber como, fue lanzando conjuros que no conocía, destruyendo a los monstruos de las sombras, haciéndolas retirarse.
Más adelante, en otro de los ataques de los monstruos de las sombras, llegaron Drizzt, Jarlaxle, Athrogate, Catti-brie (que había sido tocada por uno de los hilos rotos del tejido de la magia y por lo tanto incapacitada), Bruenor y Thibbledorf Pwent, que fueron testigos de un gran poder demostrado por Cadderly, otra vez sin saber como.
Después de que el dracolich fusionara la conciencia de Crenshinibon y de Hephaestus y expulsara la de Yharaskrik, atacó espíritu elevado, destruyendo parte del edificio, pero siendo repelido por el ataque combinado de los magos y sacerdotes que quedaban, los héroes recién llegados y sobre todo un poder devastador desplegado por Cadderly, que seguía sin saber como lo conseguía, obligando al dracolich a escaparse al mundo de las sombras. En cuanto escapó a dicho mundo Catti-brie, que se encontraba entre los dos mundos, se sobrecogió aterrada y Drizzt al acercarse con un parche mágico de Jarlaxle y tocarla, pudo ver lo que ella, que era nada menos que el dracolich curándose las heridas absorbiendo la esencia de la vida de todo ser que se encontrara en ese mundo. Mientras se curaba, todos los grandes magos y sacerdotes que quedaban, se marcharon, no pudiendo irse Cadderly ya que estaba ligado al edificio, y si este era destruido, el también, por lo que los héroes se quedaron para ayudarle contra el dracolich. Cadderly, mando a Danica en busca de sus hijos y esta aceptó a regañadientes, sabiendo que sus técnicas de combate, no tenían nada que hacer contra un dracolich. 
Cuando se terminó de curar el dracolich, volvió al mundo físico y se escapó para preparar un ataque más planificado y menos visceral. Dicho ataque consistió en enviar primero a las hordas de monstruos de las sombras para que eliminaran a los que pudieran. Un ataque que Drizzt repelió casi sin ayuda imbuido por la magia de Cadderly, mientras profería retos contra el dracolich para provocarle a que luchara. El dracolich bajo aceptando el reto, en picado para acabar con ese molesto drow, pero terminó cayendo en la trampa que le habían tendido. Un Cadderly muy viejo (con apariencia cerca a los 80 años), volvió a invocar su poderosa magia que daño mortalmente al dracolich. Este se volvió a escapar al mundo de las sombras a curarse, pero Cadderly le siguió y con su poder, iluminó el mundo de las sombras, venciendo al dracolich y convirtiéndose en el Rey Fantasma. 
Para cuando llegaron los hijos de Cadderly junto a Danica, Ivan y Pikel, vieron a su padre, traslúcido, rodeado por un aura azul y poniendo protecciones mágicas alrededor de Espíritu Elevado, para por si volvía el dracolich, como tenía que ser donde desapareció, no pudiera salir nunca de allí. Cadderly no era consciente del mundo físico por lo que no pudo despedirse de sus hijos ni de su mujer. Con la salida del sol Cadderly desapareció a la vista, aunque todavía se podía ver que seguía preparando más y más protecciones mágicas, las cuales se vieron muy eficaces rechazando a los seres de las sombras que incautamente intentaron cruzar. Cuando se marcharon todos, comprendieron que Cadderly se quedará por siempre ligado a ese terreno, sin poder marcharse y protegiéndolo convertido en el Rey Fantasma.
- Datos: Q2253749